# 멀티 레벨 셀
플래시 메모리 기술 분야에 있어서, 멀티 레벨 셀(Multi-level Cell, 약어 MLC)이란 멀티플 레벨(multiple level)을 활용하여 한 셀 당 1 비트 이상의 정보를 저장하는 기술을 일컫는다. 셀 당 싱글 레벨(single level)을 활용하는 싱글 레벨 셀 NAND 플래시 기술과 대조된다.
현재 상용화된 기술로는 한 셀 당 최대 4 스테이트(state)를 갖게 할 수 있다. 셀 당 2 비트의 정보를 저장하게 된다. 스테이트 간의 여유분(margin)이 줄어들면서 오류가 생길 가능성이 높아지기는 한다.
멀티 레벨 셀 NAND는, 더 저장 밀도가 높아졌기 때문에 값이 싸다. 하지만 비트 오류율(BER)을 보상하기 위해, 소프트웨어 복잡도는 증가할 수 있다. BER이 높기 때문에, 5개까지의 불량 비트를 정정하고, 5 불량 비트 이상의 오류를 발견할 수 있는 알고리즘이 요구된다. 일반적으로 흔히 이용되는 알고리즘은 보스-차우드허리-호킹검 알고리즘이다. (BCH 코드)
싱글 레벨 셀 NAND 플래시 기술 대비, 일반적으로 셀 당 전력 소모가 조금 크나, 용량 당 제조 비용은 적다.

## 참고 자료
- Micron's MLC NAND Flash Webinar: https://web.archive.org/web/20070722200149/http://www.micron.com/products/nand/mlc-webinar.aspx

## 같이 보기
- 비휘발성 메모리
- 솔리드 스테이트 드라이브